# Natomas Men's Professional Tennis Tournament

El Natomas Men's Professional Tennis Tournament  es un torneo de tenis celebrado en Sacramento, Estados Unidos desde el año 2005. El evento forma parte del ATP Challenger Tour y se juega en canchas duras.

## Finales anteriores

### Individuales
| Año  | Campeón            | Finalista        | Resultado     |
| ---- | ------------------ | ---------------- | ------------- |
| 2015 | Taylor Harry Fritz | Jared Donaldson  | 6–4, 3–6, 6–4 |
| 2014 | Sam Querrey        | Stefan Kozlov    | 6–3, 6–4      |
| 2013 | Donald Young       | Tim Smyczek      | 6-3, 7-5      |
| 2012 | James Blake        | Mischa Zverev    | 6–1, 1–6, 6–4 |
| 2011 | Ivo Karlović       | James Blake      | 6–4, 3–6, 6–4 |
| 2010 | John Millman       | Robert Kendrick  | 6–3, 6–2      |
| 2009 | Santiago Giraldo   | Jesse Levine     | 7–64, 6–1     |
| 2008 | Donald Young       | Robert Kendrick  | 6–4, 6–1      |
| 2007 | Wayne Odesnik      | Lu Yen-hsun      | 6–2, 6–3      |
| 2006 | Paul Goldstein     | Rajeev Ram       | 7–6, 4–6, 7–5 |
| 2005 | Rik de Voest       | Phillip Simmonds | 3–6, 6–3, 6–4 |

### Dobles
| Año  | Campeón                          | Finalista                            | Resultado             |
| ---- | -------------------------------- | ------------------------------------ | --------------------- |
| 2015 | Blaž Kavčič Grega Žemlja         | Daniel Brands Dustin Brown           | 6–1, 3–6, [10–3]      |
| 2014 | Adam Hubble John-Patrick Smith   | Peter Polansky Adil Shamasdin        | 6–3, 6–2              |
| 2013 | John-Patrick Smith Matt Reid     | Jarmere Jenkins Donald Young         | 7-61, 3-6, [14-12]    |
| 2012 | Tennys Sandgren Rhyne Williams   | Devin Britton Austin Krajicek        | 4–6, 6–4, [12–10]     |
| 2011 | Carsten Ball Chris Guccione      | Nicholas Monroe Jack Sock            | 7–6(7–3), 1–6, [10–5] |
| 2010 | Rik de Voest Izak van der Merwe  | Nicholas Monroe Donald Young         | 4–6, 6–4, [10–7]      |
| 2009 | Lester Cook David Martin         | Santiago González Travis Rettenmaier | 4–6, 6–3, [10–5]      |
| 2008 | Brian Battistone Dann Battistone | John Isner Rajeev Ram                | 1–6, 6–3, [10–4]      |
| 2007 | Robert Kendrick Brian Wilson     | John Paul Fruttero Sam Warburg       | 7–5, 7–6              |
| 2006 | Paul Goldstein Jeff Morrison     | Amer Delic Brian Wilson              | 6–1, 6–3              |
| 2005 | Scott Lipsky David Martin        | John Paul Fruttero Mirko Pehar       | 6–4, 6–4              |